# Le Brethon

Le Brethon este o comună în departamentul Allier din centrul Franței. În 1 ianuarie 2022 avea o populație de 324 de locuitori.